# Срикакулам
Срикакулам (Чикаколе), (англ. Srikakulam, телугу శ్రీకాకుళం) — город в индийском штате Андхра-Прадеш. Административный центр округа Срикакулам.

## Название
Во времена мусульманского господства, город назывался Гулшанабад («Город садов»). Позже англичане переименовали его в Чикакол. Своё нынешнее название город получил после того, как Индия обрела независимость в 1947 году.

## География
Средняя высота города над уровнем моря составляет 9 метров.

## Население
По данным всеиндийской переписи 2001 года, в городе проживало 109 666 человек.